# Johannes Herbert
Johannes Friedrich Herbert (ur. 28 października 1912 w Groß-Zimmern, zm. 30 grudnia 1978 w Stuttgarcie) – niemiecki zapaśnik walczący w obu stylach. Brązowy medalista olimpijski z Berlina 1936, w wadze koguciej, w stylu wolnym.
Wicemistrz Niemiec w 1938; trzeci w 1935, 1936 i 1938 w stylu klasycznym. Trzeci w stylu wolnym w 1935, 1936 i 1942 roku.

## Letnie Igrzyska Olimpijskie 1936
| Konkurencja      | Rundy eliminacyjne        | Rundy eliminacyjne | Rundy eliminacyjne      | Rundy finałowe          | Rundy finałowe       | Klas. końcowa |
| Konkurencja      | Przeciwnik I              | Przeciwnik II      | Przeciwnik III          | Przeciwnik IV           | Przeciwnik V         | Miejsce       |
| ---------------- | ------------------------- | ------------------ | ----------------------- | ----------------------- | -------------------- | ------------- |
| 56 kg styl wolny | Ahmet Çakıryıldız (TUR) Z | Ray Cazaux (GBR) Z | Gustave Laporte (BEL) Z | Herman Tuvesson (SWE) P | Ödön Zombori (HUN) P | 3.            |